# Gilluis Pérez
Gilluis Fernando Pérez (Ponce, 4 de octubre de 1989) es un actor, productor, guionista y director puertorriqueño.

## Trayectoria
Siendo niño participó en bailes, espectáculos y musicales a lo largo de sus años escolares. Inició sus estudios en arquitectura, en la Universidad Politécnica de Puerto Rico, pero se interesó por la interpretación y así participó en ballet clásico, ballet moderno y danza moderna con la compañía Ballets de San Juan, y entre 2011 y 2014 estudió Drama y Teatro por la Universidad del Sagrado Corazón. Comenzó su carrera en 2009 en programas de televisión como Zona Y o posteriormente Extremos, para el canal Telemundo Puerto Rico, y con pequeños papeles como el de Infliltrados (2010), para HBO Latino. En 2011 hizo su debut en el teatro a través de la obra La pasión según Antígona Pérez, de Luis Rafael Sánchez. Entre 2012 y 2013 trabajó en los cortometrajes Mente jodida, En silencio, Sólo aquí y Revolt, así como en la serie The Big C, de Showtime. 
En 2014 hizo su debut como director con el cortometraje Sin filo, en el que también fue su protagonista principal y que le valió su primer reconocimiento gracias al Premio del Público en el Puerto Rico Queer Filmfest de 2013. La obra también se proyectó en el festival de cine de Amelia Island de 2014 y fue parte de la selección oficial del festival Cinefiesta 2014. En 2015 participó en la comedia El florista, la cual ganó el Premio del Público en el Puerto Rico Queer Film Festival de 2014 y el Premio a la Mejor Comedia en el Rincón International Film Festival 2015. Ese mismo año fue elegido para ingresar en la Actors Studio Drama School de Nueva York. En enero de 2016 participó en la película The Least Worst Man, para HBO Latino, con la cual hizo su debut en el Lincoln Center en mayo de 2016, como parte de The Film Society of Lincoln Center en Nueva York.
En mayo de 2018 se graduó en Bellas Artes en la Actors Studio Drama School. Ese mismo año obtuvo varios papeles como EMT Rivera en The Oath, de Crackle, o Chino, en Nicky Jam: El Ganador, que se estrenó en Netflix en noviembre de 2018 y en todo el mundo en 2019.

## Filmografía
- Kiss (2018).
- Juan y Julia (2018).
- The Least Worst Man (2018).
- El florista (2015).
- Sin filo (2014).
- Revolt (2013).
- Sólo aquí (2013).
- En silencio (2012).
- Mente jodida (2012).

### Televisión
- Nicky Jam: El Ganador (2018).
- The Oath (2018).
- The Classroom (2017).
- The Big C (2013).
- Extremos (2011).
- Infliltrados (2010).
- Zona Y (2009).

### Director
- Sin filo (2014).

### Productor
- Juan y Julia (2018).
- Sin filo (2014).